# Alerion Clean Power
Die Alerion Clean Power ist ein börsennotiertes Unternehmen in der Energiewirtschaft mit Sitz im italienischen Mailand. Das auf Energieerzeugung, -speicherung und Repowering spezialisierte Unternehmen verfügt über Standorte in Italien, Spanien, Bulgarien und Rumänien sowie Dependancen in Großbritannien und Irland, in denen (Stand: Ende 2024) 204 Mitarbeiter beschäftigt sind.
Alerion wurde m Jahr 2003 gegründet, trug zeitweise den Namen Alerion Industries und erzeugt Strom aus Wind- und Sonnenenergie in Italien, Spanien, Bulgarien und Rumänien. Das Unternehmen betreibt 31 Windkraftanlagen mit 787 MW installierter Leistung, 22 Photovoltaik-Kraftwerke mit 160 MW installierter Leistung und 200 MW Pumpwasserkraftwerke. Das Unternehmen versorgt etwa 600.000 Haushalte. 
2023 hat das Unternehmen seine Aktivitäten auf das Vereinigte Königreich ausgeweitet.
Alerion Clean Power S.p.A. ist eine Tochtergesellschaft von FRI-EL Green Power S.p.A.
Vorstandsvorsitzender des Unternehmens und CEO ist zur Zeit Josef Gostner.